# قصر دار الأمان
قصر دار الأمان (بالفارسية: قصر دارالامان)؛ (بالبشتوية: د دارالامان ماڼۍ)‏؛ «دار السلام» أو بمعنى مزدوج، «دار أمان [الله]»)  هو قصر من ثلاثة طوابق يقع على بعد حوالي 16 كيلومتر (9.9 ميل) جنوب غرب وسط كابول، أفغانستان. يقع مباشرة على الجانب الآخر من مبنى الجمعية الوطنية، وعلى مقربة من المتحف الوطني لأفغانستان والجامعة الأمريكية في أفغانستان.
تم بناء قصر دار الأمان المكون من 150 غرفة في الأصل في عشرينيات القرن الماضي، في عهد أمان الله خان. تولى رئاسة البلاد كأمير لإمارة أفغانستان بين فبراير 1919 ويونيو 1926، وملكًا على أفغانستان بين يونيو 1926 ويناير 1929. تعرض القصر لأضرار جسيمة خلال الحرب الأهلية في التسعينيات. ومع ذلك، بين عامي 2016 و 2020، تم تجديد القصر وترميمه بالكامل إلى مجده السابق، واستكمل العمل إلى حد كبير في الذكرى المئوية لاستقلال أفغانستان، والذي كان في 19 أغسطس 2019.

## وصلات خارجية
- مشروع دار الأمان لكابول
- قصة المبدع الألماني فيلهلم ريك. العديد من الصور التاريخية
- بقايا محطمة من فرساي في أفغانستان
- Reconstruction of the Palace of the Darulaman على يوتيوب ، 5 يناير 2019، إدارة الدفاع الوطني والعمليات برئاسة JHA
- In restoring a century-old palace, a step toward rebuilding Afghanistan's independence على يوتيوب ، 12 سبتمبر 2016 PBS NewsHour